# Carpa de avivamiento

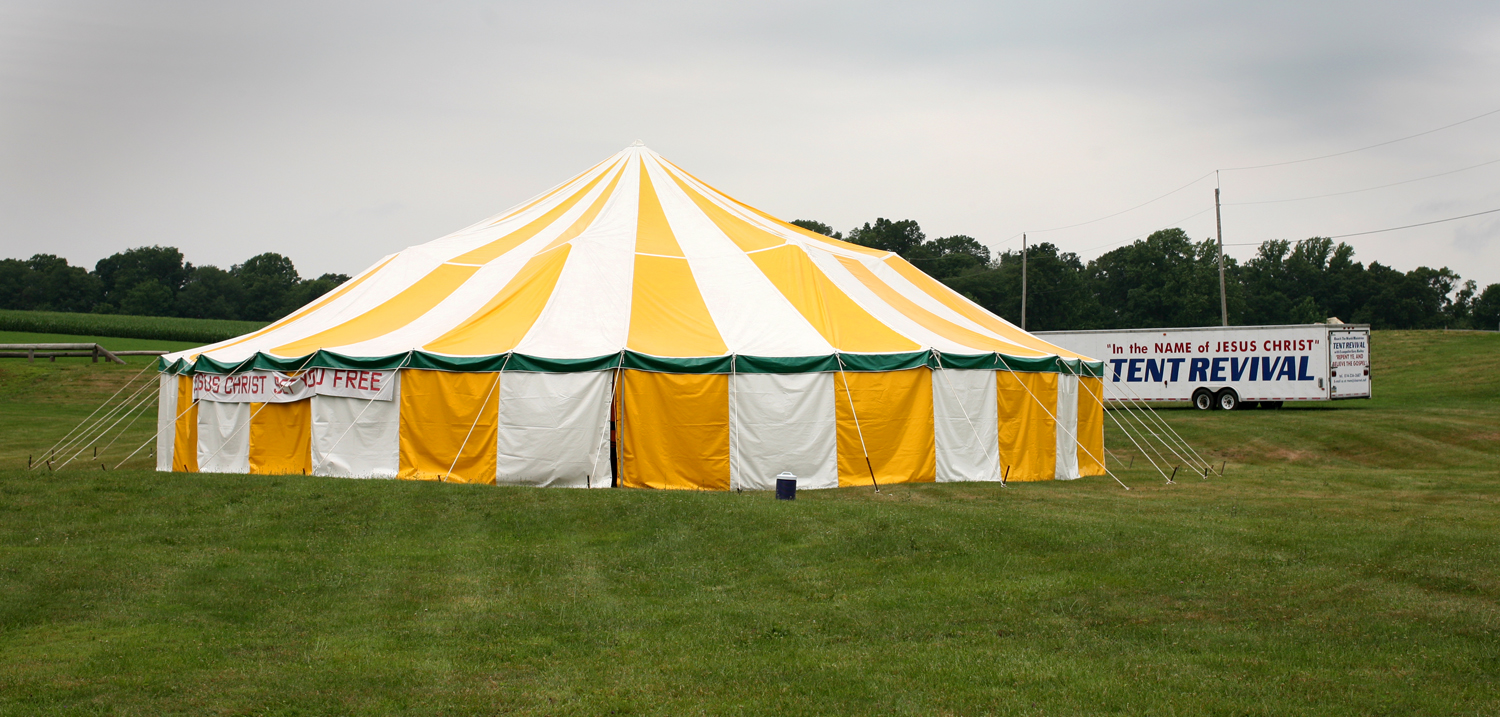
Una tienda de marquesina usada como carpa de avivamiento en la zona rural de Pensilvania, 2008

Las carpas de avivamiento son unas tiendas erigidas por fieles cristianos específicamente para reuniones de avivamiento, cruzadas de curación y manifestaciones de iglesias. Los avivamientos de carpas han tenido ministerios a nivel local y nacional. 
Las carpas de avivamiento son generalmente una carpa grande o carpas erigidas para una reunión comunitaria en la que las personas se reúnen para escuchar a un predicador con la esperanza de curación, paz, perdón, etc. En los Estados Unidos desde una perspectiva administrativa, los carpas de avivamiento han variado desde pequeñas tiendas locales con capacidad para unas cien personas hasta grandes organizaciones con una flota de camiones y carpas capaces de albergar a miles. Desde una perspectiva relacional, ya sea una tienda de campaña o miles, Las carpas de avivamiento es un lugar donde los cristianos se reúnen a encontrarse con el Dios de los cristianos. 
La mayoría de las carpas de avivamiento en los Estados Unidos han sido realizados por cristianos metodistas y de santidad, así como por cristianos pentecostales. A medida que la radio y la televisión comenzaron a desempeñar un papel cada vez más importante en la cultura estadounidense, algunos predicadores como Oral Roberts, un exitoso predicador comenzaron su evangelismo en estos medios. Tales pioneros fueron los primeros televangelistas. Otros evangelistas que se han destacado por su uso continuo de carpas en cruzadas incluyen a David Terrell, RW Schambach, Reinhard Bonnke y JA Pérez.

## Representaciones culturales
- Blood Meridian, una novela de Cormac McCarthy
- Elmer Gantry, una novela de Sinclair Lewis
- Resurrection, una película con Ellen Burstyn y Sam Shepard
- Marjoe, documental de 1972
- Joshua, una película con F. Murray Abraham
- " Leap of Faith (película) ", una película con Steve Martin y Liam Neeson
- True Detective (Temporada 1), protagonizada por Matthew McConaughey y Woody Harrelson
- Faith Off, un episodio de Los Simpson
- Justificado (serie de TV), temporada 4